# La Pentecoste (Inni sacri)
La Pentecoste è l'ultimo degli Inni sacri composti da Alessandro Manzoni tra il 1812 e il 1822.

## Composizione e tematica
Ultimo degli Inni Sacri (se si eccettua Il Natale del 1833, pubblicato postumo rispetto alle intenzioni dell'autore), la Pentecoste fu iniziata da Manzoni il 21 giugno del 1817, per poi essere ripresa nell'aprile del 1819 ed infine ultimata, dopo la stesura de Il Conte di Carmagnola e dell'Adelchi, il 2 ottobre del 1822. La poesia ha come tema centrale la festività liturgica della Pentecoste, ossia la discesa dello Spirito Santo sul gruppo degli Apostoli rimasti a Gerusalemme cinquanta giorni dopo l'evento Pasquale.

## Analisi

### Metrica
L'ode è composta da diciotto strofe strutturate in ottave di settenari. 

### Contenuto

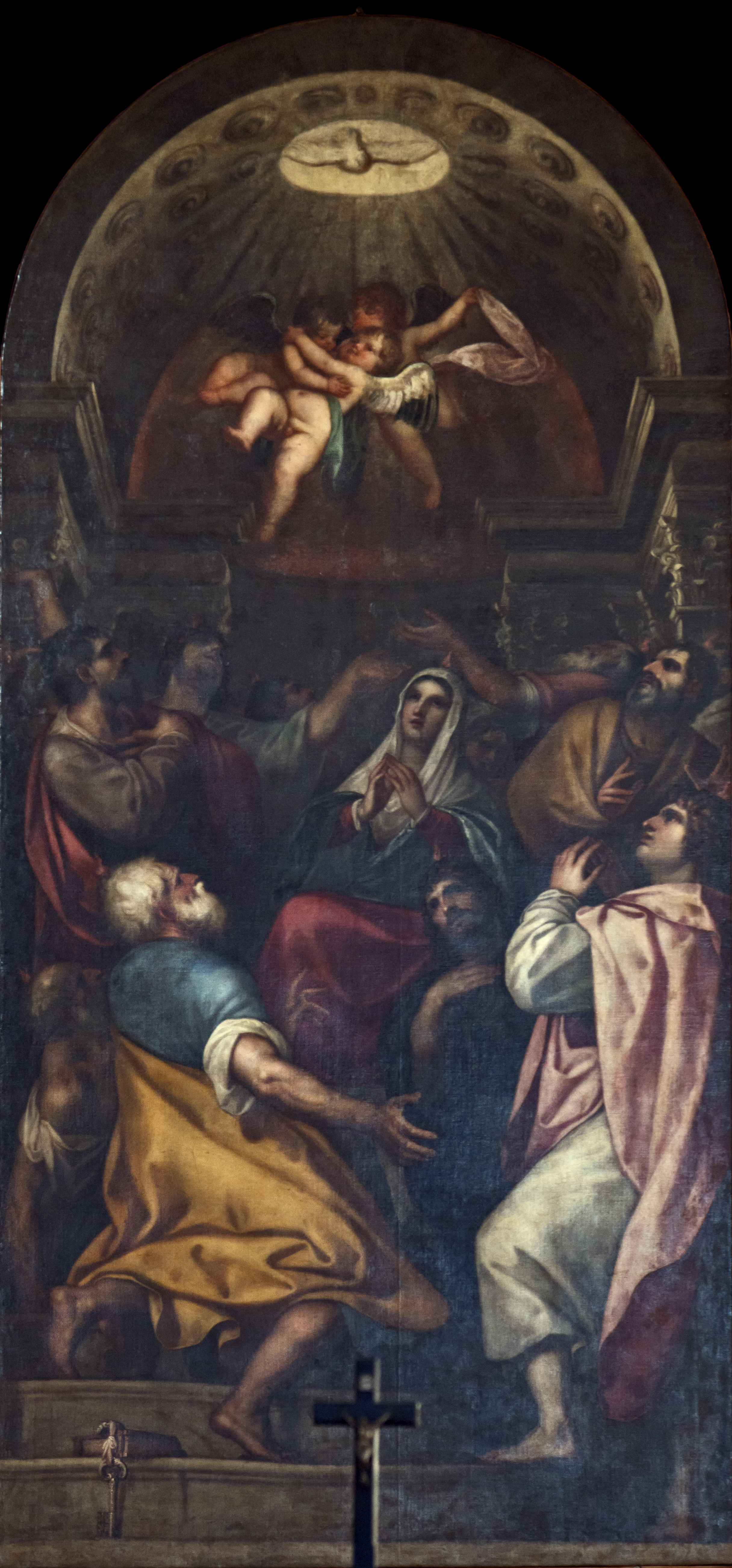
Padovanino, La Pentecoste, Chiesa di Santa Maria della Visitazione (degli Artigianelli), Venezia.

La prima strofa è un'esaltazione teologica della Chiesa (Madre de' Santi, v. 1) che, testimone dell'evento salvifico rappresentato dalla morte in croce di Cristo (qui rappresentato per metonimia con sangue incorruttibile), soffre e combatte dall'uno all'altro mare dalla sua nascita. Questo è l'oggetto d'interesse da parte del Manzoni: «dov'eri?» (v. 11) che permette di addentrarsi nella tematica pentecostale dopo però aver compiuto una serie di domande retoriche sulla morte di Cristo da parte dei perfidi, dove l'aggettivo si riferisce ai giudei, secondo l'antica preghiera liturgica del Venerdì Santo abolita poi da papa Giovanni XXIII. La terza strofa, rievocata la Resurrezione («e allor che dalle tenebre / la diva spoglia uscita...», vv. 17-18) e l'Ascensione al Cielo («da questa polve al trono / del Genitor salì», vv. 23-24), narra di come la Chiesa se ne stesse, fino a quest'ultimo evento, «in riposte mura» (v. 31, ossia il Cenacolo). Da quel momento, «quando su te lo Spirito / rinnovator discese» (vv. 33-34), la Chiesa uscì, divenendo «segnal / de' popoli» (v. 37) e proclamatrice della Verità evangelica. Da questo momento, la Chiesa rinnovata dallo Spirito (la cui azione è riprodotta attraverso la similitudine «come la luce rapida / piove di cosa in cosa, / e i color vari suscita / dovunque si riposa...», vv. 41-44) diventa il faro per tutti quei popoli che non hanno conosciuto Cristo ma che lo possono conoscere tramite la Sua Chiesa, invocando che «la terra a LUI (cioè a Dio) ritorni» (v. 54) e che si liberi dagli idoli e dalla schiavitù del peccato (il riferimento a Giunone nella strofa successiva, la «bugiarda pronuba» del v. 61). 
Rievocata la liberazione dal peccato e dalla morte («non sa che al regno i miseri / seco il Signor solleva?», vv. 69-70), si passa alla parte dell'inno in cui ogni uomo, «sparsi per tutti i liti / uni per Te di cor», implora Dio di rinnovare il mondo a distanza di tanti secoli. Si passa, con l'esempio degli Inni Sacri e qui mirabilmente costruito, da una lirica personale ad una lirica corale ed antilirica, «esplicitata nella voce poetante, che non è l'io del poeta, ma un noi collettivo». Le strofe successive indicano l'azione perenne dello Spirito Santo nella Chiesa a favore della virtù (v. 102); di chi soffre (v. 114); al povero che possa sentirsi sollevato dal fatto che Cristo è stato indigente come lui; e alle donne (giovani, suore, spose) il segreto della felicità e di come poter vivere la loro condizione nel modo migliore. L'ultima strofa è ancora un'esaltazione degli effluvi benefici dello Spirito anche nei giovani e negli anziani, rimandando (ovviamente implicitamente, vista l'altezza cronologica della poesia) con queste tre immagini (giovani donne, ragazzi e anziani) alle tre figure di Lucia, Renzo e fra' Cristoforo. La lirica si conclude con il passaggio dalla vita alla morte, in cui vi è il prestito virgiliano di Eneide, IV, 691-692.
Altri due riferimenti biblici sono presenti nel testo oltre al già citato Salmo 71,8. Ai versi 15-16 Manzoni dice che il sangue di Cristo imporporò le zolle / del suo sublime altar, questo altare di terra è modellato sulla citazione biblica dell'Esodo (20, 24) dove sono riportate le parole di Dio a Mosè: "Farai per me un altare in terra e vi sacrificherai….."; e ai vv.  37-38 l'autore dice che la Chiesa segnal de' popoli fu collocata sul monte, riecheggiando la citazione del Vangelo di Matteo (5,14) dove sono riportate le parole di Cristo nel discorso elle Beatitudini: "Voi siete la luce del mondo; una città posta sopra il monte non può restare nascosta".